# Carlia tetradactyla
Carlia tetradactyla är en ödleart som beskrevs av  O'shaughnessy 1879. Carlia tetradactyla ingår i släktet Carlia och familjen skinkar. IUCN kategoriserar arten globalt som livskraftig. Inga underarter finns listade.